# 西寮里 (臺南市)

台南市七股區西寮里

西寮里，是中華民國臺南市七股區的一個里，位於七股區西北，北與將軍區青鯤鯓（鯤溟里、鯤鯓里）為界，東與頂山里為界，西為七股潟湖再出去就是臺灣海峽，南以大寮排水與鹽埕里為界，今為台江國家公園與雲嘉南國家風景區管轄區域範圍。面積5.1平方公里，人口493人（2020年3月）。

## 機關
- 行政院海洋委員會海巡署南部分署西寮安檢所 [4]

## 信仰
- 西寮西興宮

## 設施
- 黃先柱紀念公園 [5]

## 主要道路

### 省道
- 台61線

### 市道
- 市道173甲線

### 區道
- 南25-1線
- 南26線